# 穆范敏
穆范敏（1952年—），山东烟台人，汉族，中华人民共和国政治人物、第十二届全国人民代表大会山东地区代表。
毕业于沈阳黄金学院采矿工程专业。加入中国共产党。担任山东黄金集团有限公司总经理助理、山东黄金金创集团有限公司董事长。2008年起担任全国人大代表。2013年，担任全国人大代表。